# N. 캐서린 헤일스
N. 캐서린 헤일스(N. Katherine Hayles, 낸시 캐서린 헤일스, Nancy Katherine Hayles, 1943년 12월 16일 ~ )는 미국의 포스트모던 문학평론가이다. 문학 및 과학, 전자문학, 미국 문학 분야에 기여하였다. 듀크 대학교에서 문학예술과학부의 교수를 맡고 있다.

## 배경
세인트루이스에서 태어났다. 1966년 로체스터 공과대학교에서 화학 학사 학위를 받았다. 캘리포니아 공과대학교에서 1969년 화학 석사 학위를 받았다. 1970년 미시간 주립 대학교에서 영문학 석사 학위를 받았다. 로체스터 대학교에서 영문학 철학박사 학위를 받았다.

## 같이 보기
- 도나 해러웨이